# Grå strömstare
Grå strömstare (Cinclus mexicanus) är en nord- och centralamerikansk fågel i familjen strömstarar inom ordningen tättingar.

## Utseende och läte
Grå strömstare är en satt, mörkgrå fågel med en kroppslängd på 16,5 centimeter. På huvudet syns ofta en brun anstrykning och vita fjädrar på ögonlocken som gör att ögonen blixtrar vitt när fågeln blinkar. Den känns vidare igen på långa ben samt vanan att gunga på hela kroppen. Sången består av höga visslingar eller drillar, upprepade några gånger. Båda könen sjunger året runt.

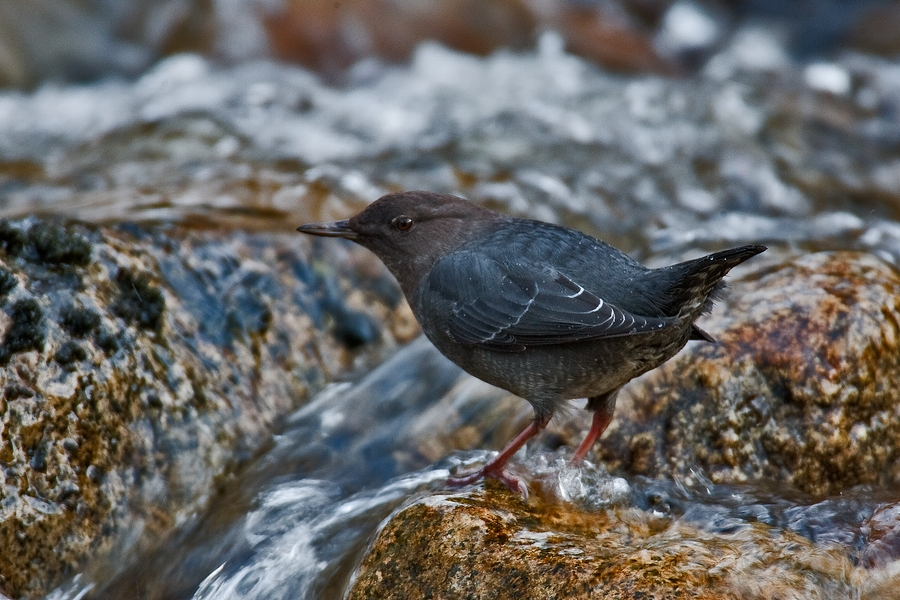
I Port Moody, British Columbia, Kanada.

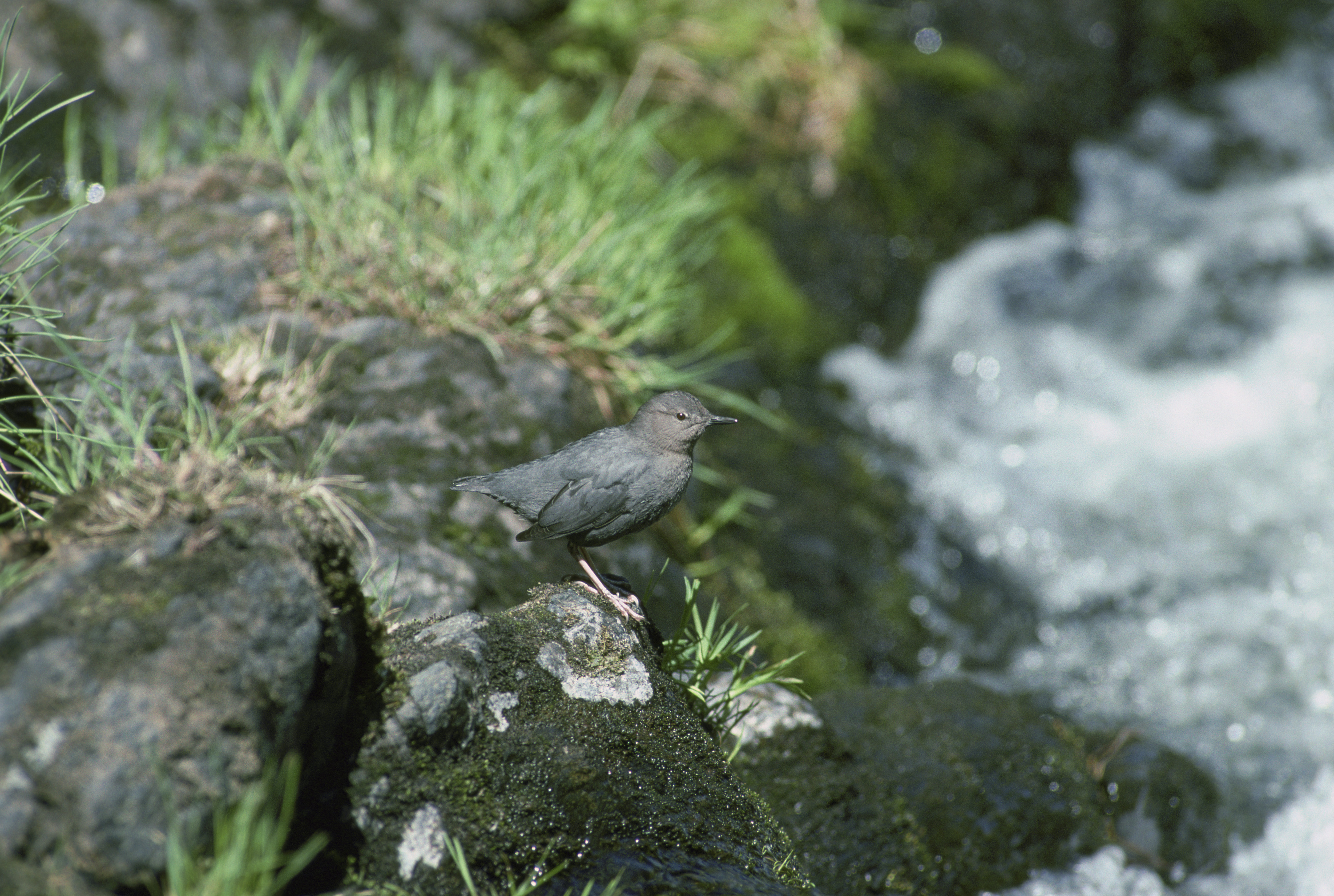
På Kodiak Island, Alaska, USA.

## Utbredning och systematik
Grå strömstare delas in i fyra underarter i två grupper:
- mexicanus-gruppen
  - Cinclus mexicanus unicolor – förekommer från Aleuterna till Alaska, västra Kanada och västra USA
  - Cinclus mexicanus mexicanus – förekommer i höglandsområden i norra och centrala Mexiko
  - Cinclus mexicanus anthonyi – förekommer i bergsområden från södra Mexiko (Chiapas) till Guatemala och Honduras
- Cinclus mexicanus ardesiacus - förekommer i bergsområden i Costa Rica och västra Panama

Vissa urskiljer även underarten dickermani med utbredning i södra Mexiko.
Fågeln är vanligtvis stannfågel men kan vintertid söka sig söderut eller till lägre nivåer på jakt efter föda och rinnande vatten.

## Levnadssätt
Fågeln tillbringar liksom alla strömstarearter sitt liv kring snabbt flytande forsar och strömmar där den unikt för tättingar födosöker under vattnet. Den är till och med utrustad med ett extra par ögonlock som gör att den kan se under vattnet, samt fjäll som stänger igen näsborrarna. Strömstarar producerar också mer olja än andra fåglar, vilket håller den varm i det kyliga vattnet. 

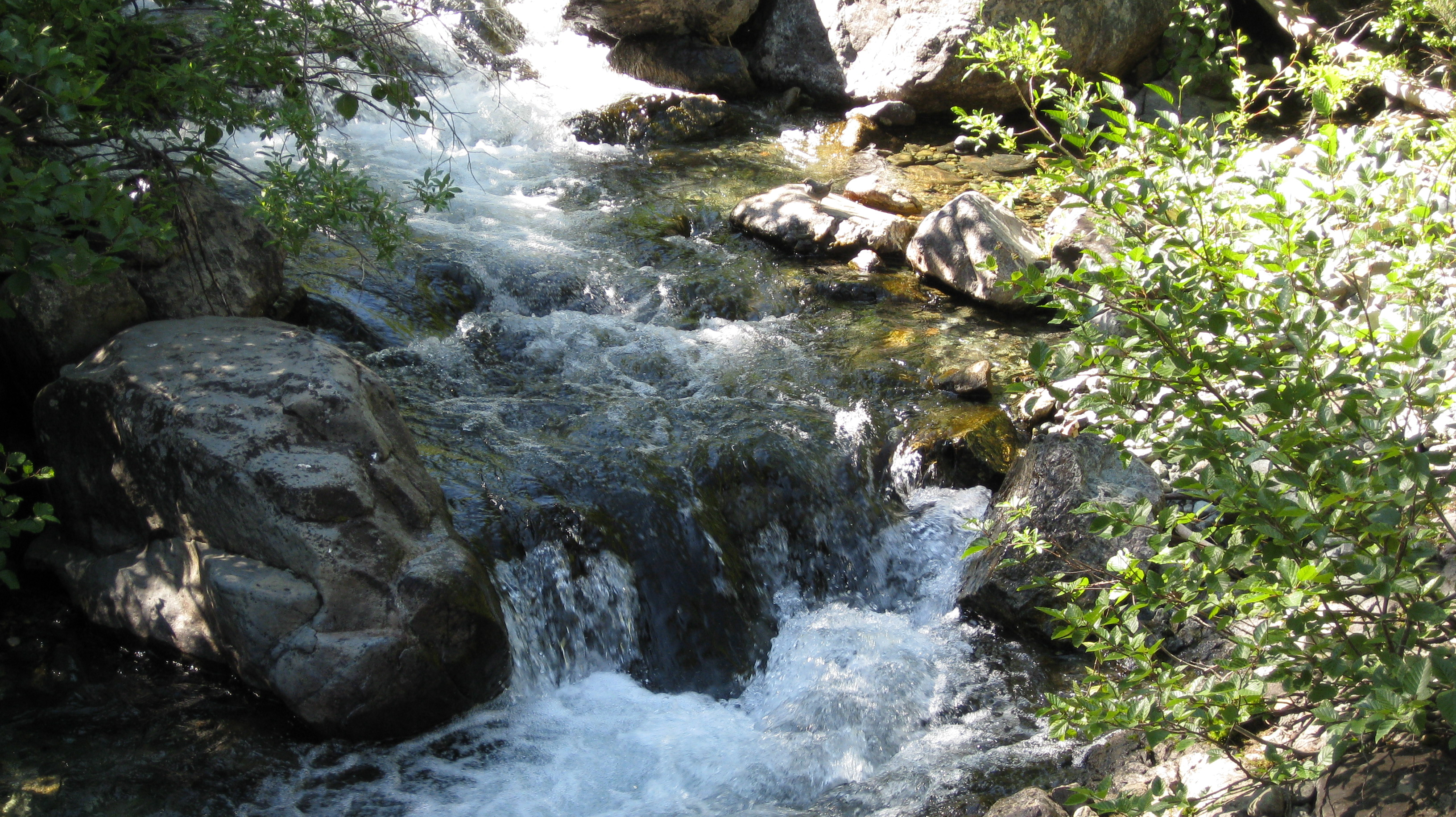
Grå strömstare i typisk levnadsmiljö.

Fågeln lever av vattenlevande insekter och dess larver, inklusive trollsländenymfer, men även kräftdjur, nattsländelarver samt i vissa fall småfisk och grodyngel. Dess vana att dyka under vattenytan kan göra den själv till ett byte för stora laxfiskar som tjurröding eller Salvelinus malma.

### Häckning
Grå strömstare bygger ett sfäriskt bo med sidoingång som den placerar nära vatten, på en klipphylla, flodbank, bakom ett vattenfall eller under en bro. Den lägger vanligtvis två till fyra ägg som enbart honan ruvar i 15-17 dagar. Hanen hjälper till med att mata ungarna. Efter ytterligare 20-25 dagar är ungarna flygga.

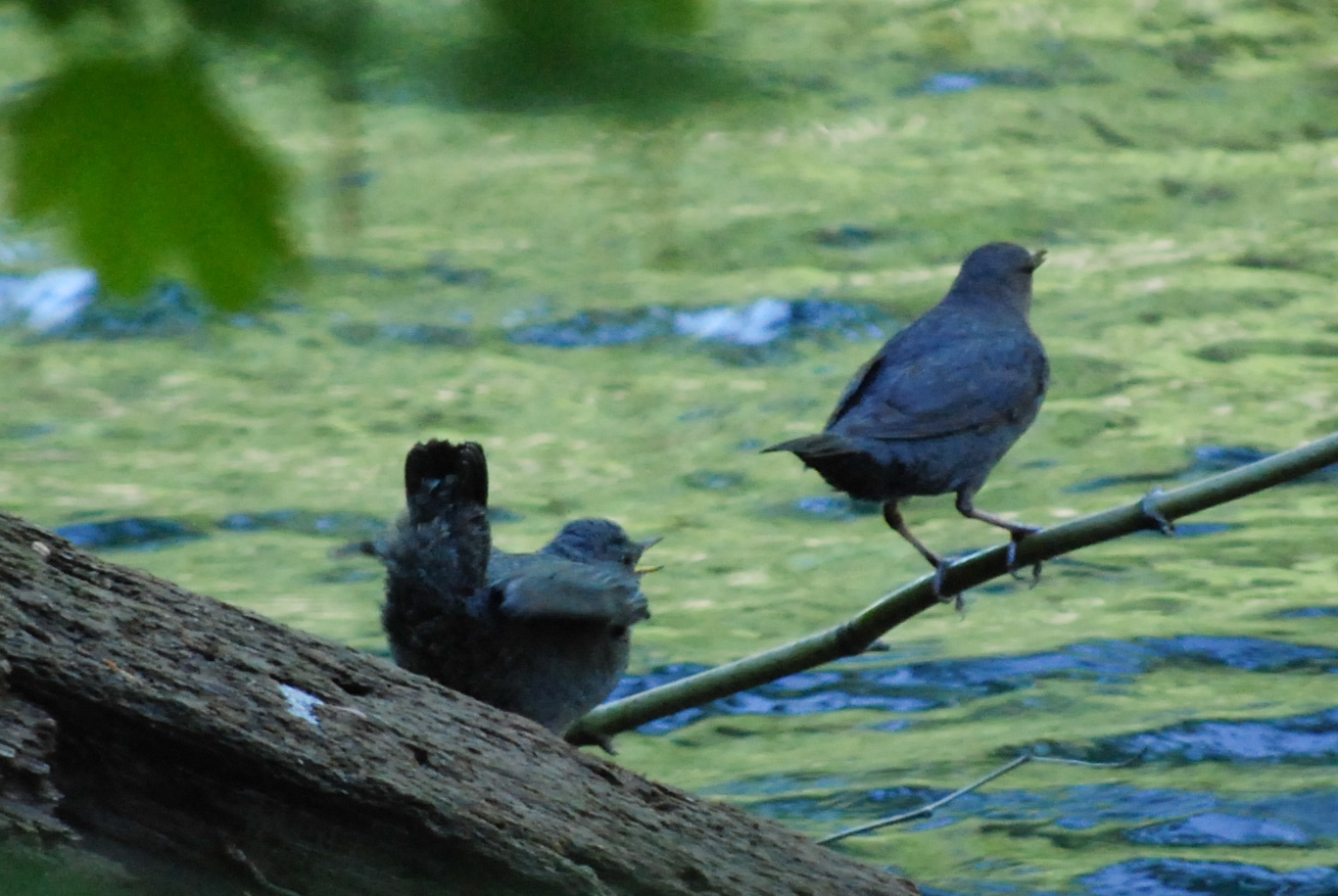
Adult och juvenil grå strömstare.

## Status och hot
Arten har ett stort utbredningsområde och en stor population med stabil utveckling. Utifrån dessa kriterier kategoriserar IUCN arten som livskraftig (LC). Dess närvaro vittnar om god vattenkvalité och den har försvunnit från vissa områden till följd av föroreningar eller ökad mängd sediment.